# Wang Hao (logico)
Wang Hao (Jinan, 20 maggio 1921 – New York, 13 maggio 1995) è stato un matematico, logico e filosofo cinese naturalizzato statunitense.

## Biografia
Alla fine degli anni '50, Wang Hao inventò un modello computazionale simile alla macchina di Turing: la macchina B di Wang, in cui si semplificava ulteriormente la sequenza di istruzioni utilizzate rispetto al modello già proposto da Emil Leon Post nel 1936. Creò anche un modello computazionale per la tassellatura del piano grazie al quale nel 1961 affrontò il problema, noto come problema del domino, se esista o meno un algoritmo per decidere se un dato insieme finito di forme poligonali sia in grado di tassellare l'intero piano. Wang dimostrò che un tale procedimento poteva esistere a condizione che ogni insieme finito di tessere distinte che tassellerà in qualche modo il piano, lo tassellerà anche in modo periodico.
Wang Hao è anche noto per essere stato il primo a programmare un computer per fare dimostrazioni matematiche.
Fece una serie di interviste a Kurt Gödel poco prima che morisse su cui basò un libro di filosofia: Un viaggio logico: da Gödel alla filosofia.